# World Series 1993
Le World Series 1993 sono state la 90ª edizione della serie di finale della Major League Baseball al meglio delle sette partite tra i campioni della National League (NL) 1993, i Philadelphia Phillies, e quelli della American League (AL), i Toronto Blue Jays. A vincere il loro secondo titolo furono i Blue Jays per quattro gare a due.
Con Toronto in vantaggio per 3-2 nella serie ma in svantaggio in gara sei per 5-6 nella parte bassa del nono inning, con i corridori in prima e seconda base e un conto di due ball e due strike, Joe Carter batté il fuoricampo della vittoria, dando ai Blue Jays in secondo titolo consecutivo, la prima squadra a ripetersi dai New York Yankees del 1977–78. 
Paul Molitor batté 2 doppi, 2 tripli e 2 fuoricampo in queste World Series, venendo premiato come MVP della serie e pareggiando un record dell'evento dopo avere battuto con .500 (12 su 24) in sei partite.

## Sommario

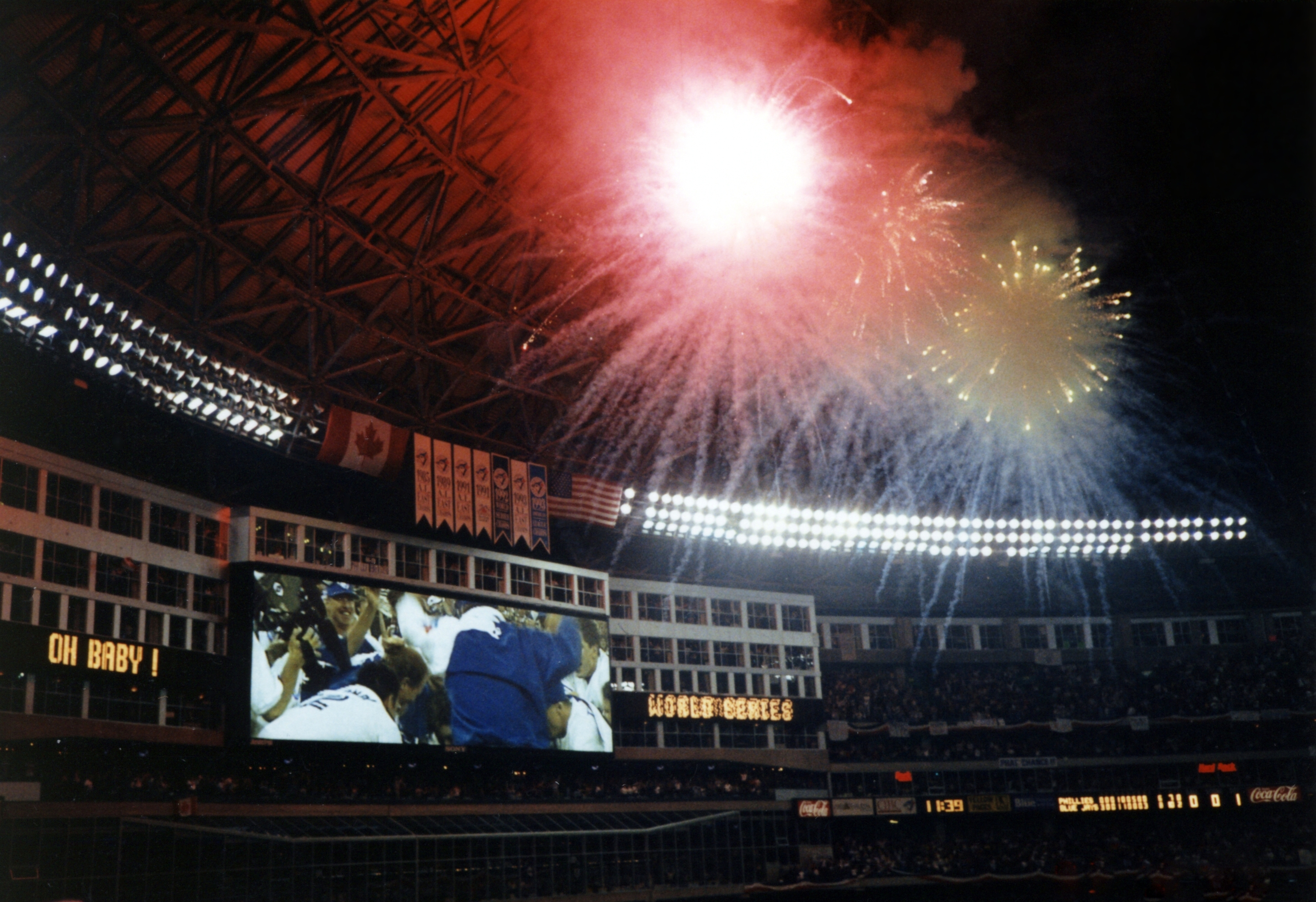
I festeggiamenti per la vittoria dei Blue Jays

Toronto ha vinto la serie, 4-2.
| Game | Date       | Punteggio                                          | Stadio           | Tempo | Pubblico |
| ---- | ---------- | -------------------------------------------------- | ---------------- | ----- | -------- |
| 1    | 16 ottobre | Philadelphia Phillies – 5, Toronto Blue Jays – 8   | SkyDome          | 3:27  | 52.011   |
| 2    | 17 ottobre | Philadelphia Phillies – 6, Toronto Blue Jays – 4   | SkyDome          | 3:35  | 52.062   |
| 3    | 19 ottobre | Toronto Blue Jays – 10, Philadelphia Phillies – 3  | Veterans Stadium | 3:16  | 62.689   |
| 4    | 20 ottobre | Toronto Blue Jays – 15, Philadelphia Phillies – 14 | Veterans Stadium | 4:14  | 62.731   |
| 5    | 21 ottobre | Toronto Blue Jays – 0, Philadelphia Phillies – 2   | Veterans Stadium | 2:53  | 62.706   |
| 6    | 23 ottobre | Philadelphia Phillies – 6, Toronto Blue Jays – 8   | SkyDome          | 3:27  | 52.195   |

## Hall of Famer coinvolti
- Blue Jays: Pat Gillick (GM), Roberto Alomar, Rickey Henderson, Paul Molitor, Jack Morris
- Phillies: nessuno